# HU Водолея
HU Водолея (сокращённо HU Aqr) — необычная затменная тесная двойная звёздная система типа AM Геркулеса, расположенная в созвездии Льва. Она находится на расстоянии около 587,6 световых лет (180 парсек) от Солнечной системы. Вокруг звезды обращается, как минимум, одна планета.

## Звёздная система
HU Водолея — затменная двойная система, состоящая из белого и красного карликов, обращающихся вокруг их общего центра масс с периодом всего 125 минут (2.08 часа). Белый карлик своим мощным гравитационным притяжением забирает вещество у красного карлика, который переполняет свою полость Роша. Масса массивного компонента системы составляет 0,88 солнечных, что делает его одним из наиболее массивных известных белых карликов. Типичный белый карлик имеет массу 0,5 солнечных. Масса красного карлика — всего 20 % от массы Солнца.
Наклонение орбит обоих компонентов астрономы оценивают в 87 ± 0,8 градусов, то есть мы наблюдаем систему практически с ребра.
Сильное магнитное поле белого карлика не даёт сформироваться аккреционному диску и вещество падает в районе магнитных полюсов звезды. Такие белые карлики, называемые полярами, являются источниками рентгеновского и УФ-излучения.
Период, когда в этой системе происходит транзит (тусклый красный карлик затмевает собой яркий белый), испытывает регулярные колебания. Это говорит о наличии в системе HU Водолея ещё одного или более объектов, которые своим гравитационным влиянием возмущает орбиты обеих звезд.

## Планета

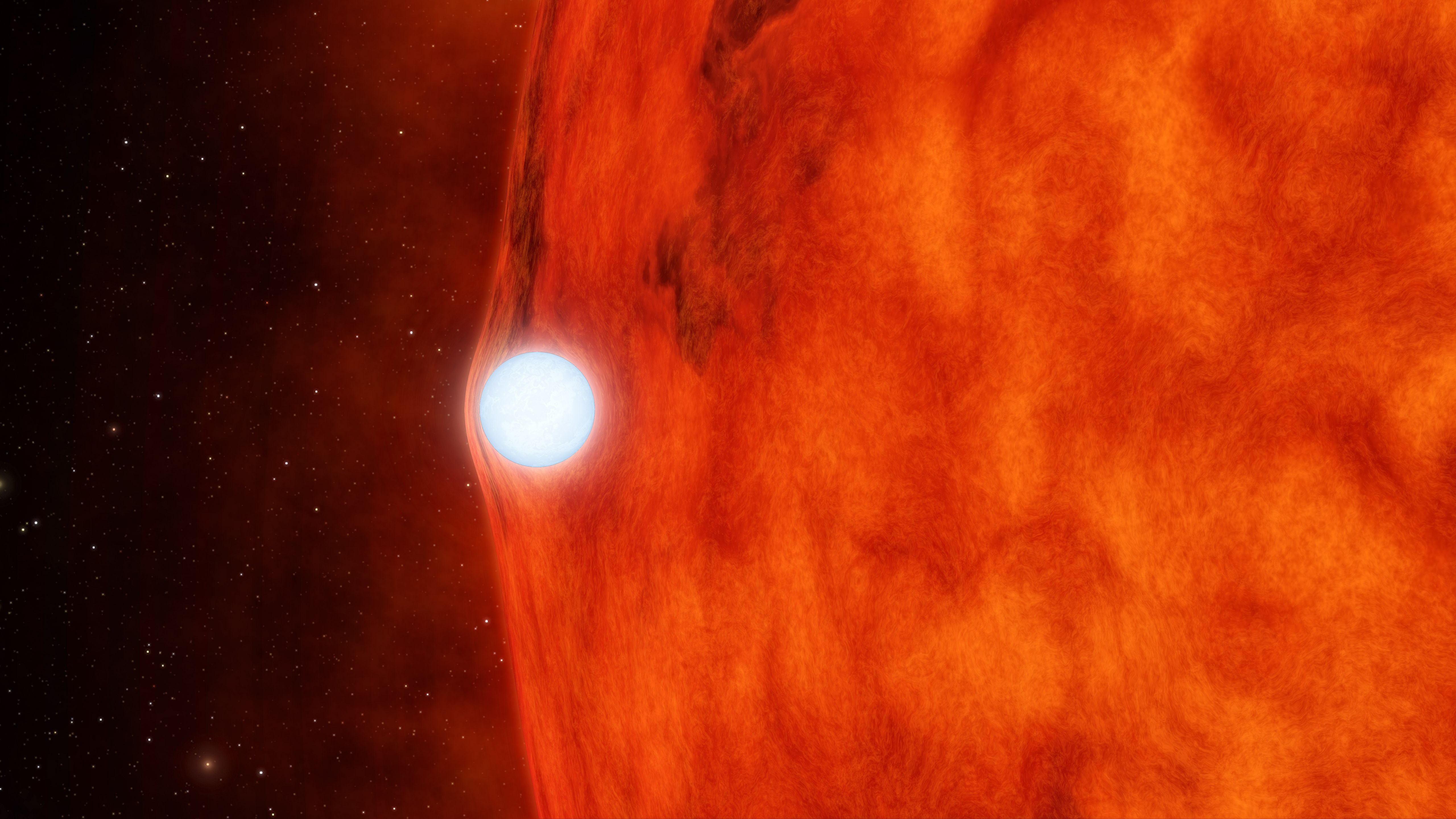
Так может выглядеть тесная двойная звезда, состоящая из белого и красного карликов

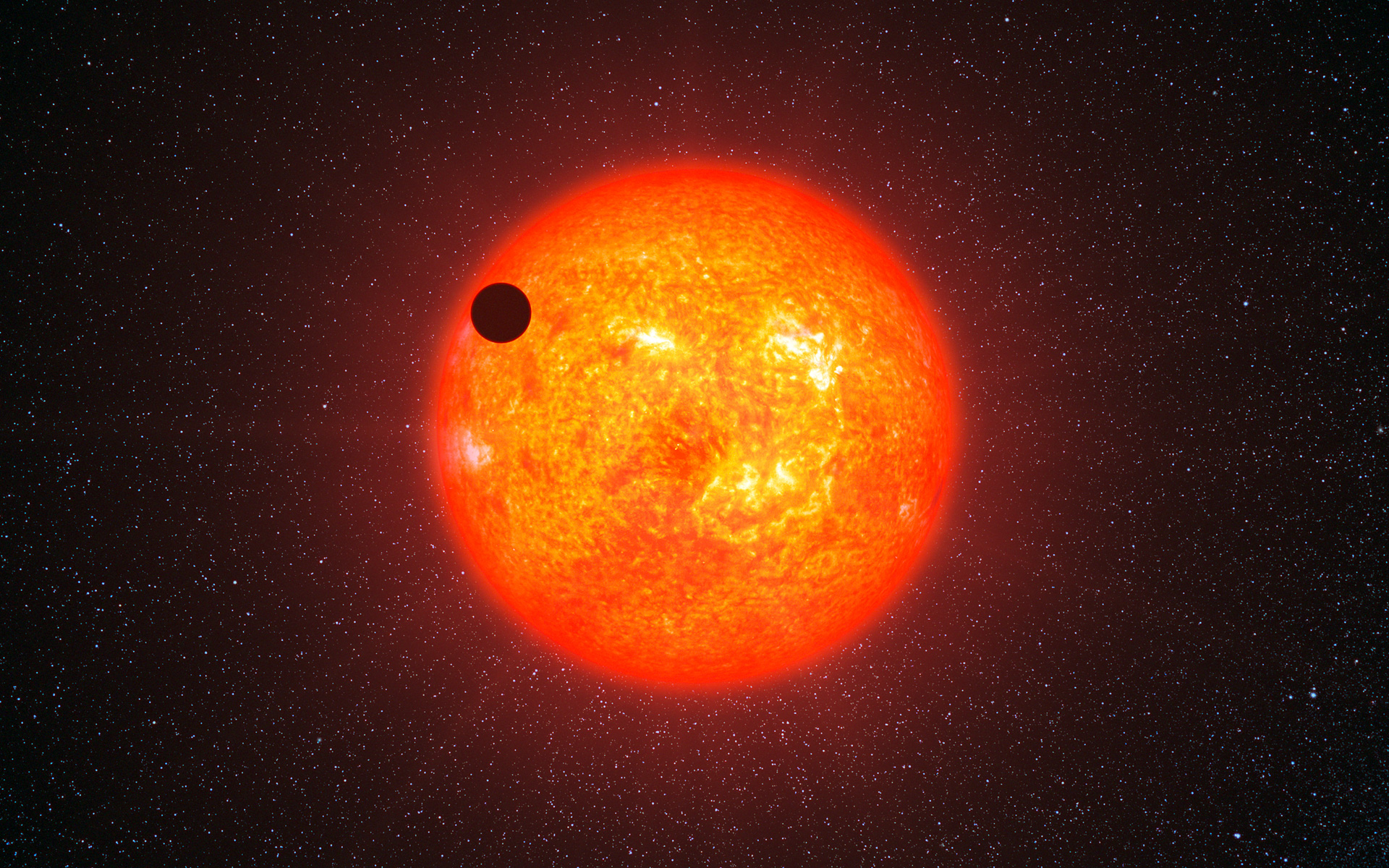
Авторское представление об экзопланете, обращающейся вокруг красного карлика

В марте 2011 года группа китайских астрономов сделала заявление об открытии 2 планет в данной системе. Предполагалось, что они — массивные газовые гиганты с массами 5.9 и 4.5 масс Юпитера, обращающихся вокруг пары звезд с периодами 6,5 и 12 лет. Эксцентриситет дальней от системы планеты составлял 0,51 ± 0,15. Однако последующее численное моделирование системы с данными параметрами показало её динамическую неустойчивость. Авторы исследования провели дополнительные исследования, получили 60 новых наблюдений транзитов в этой системе, измерили кривые блеска и проанализировали предыдущие наблюдения. Астрономы пришли к выводу, что в данной системе всего одна планета.
HU Водолея b представляет собой массивный газовый гигант, минимальная масса которого (m sin i) оценивается в 7 масс Юпитера, который обращается по слабовытянутой эллиптической орбите (эксцентриситет ~0,1) и совершает полный оборот вокруг системы за 3650 земных суток (около 10 лет). Большая полуось — 4,6 а.е.
Из-за сильного рентгеновского излучения поляра эффективная земная орбита в системе отсутствует.